# 通用网络驱动接口
通用网络驱动接口 (Universal Network Device Interface，UNDI) 是一个用于PXE协议的网卡（NIC）的应用程序接口 (API) 。